# Мужская сборная Мьянмы по хоккею на траве
Мужская сборная Мьянмы по хоккею на траве — национальная команда по хоккею на траве, представляющая Мьянму в международных соревнованиях. Управляется Федерацией хоккея на траве Мьянмы. Серебряный призёр Игр Юго-Восточной Азии 2017 года, трёхкратный бронзовый призёр Игр Юго-Восточной Азии 2013, 2015 и 2019 годов.

## История
Мужская сборная Мьянмы никогда не участвовала в крупных международных и континентальных турнирах — летних Олимпийских и Азиатских играх, чемпионатах мира и Азии, Кубке Азиатской федерации хоккея на траве.
Мьянманские хоккеисты четырежды завоёвывали медали на Играх Юго-Восточной Азии.
В 2013 году, когда соревнования проходили в мьянманской столице Нейпьидо, хозяева заняли 3-е место среди 5 команд. Они уступили сборным Таиланда (2:3), Сингапура (0:1) и Малайзии (0:11) и победили Вьетнам (8:1), а в матче за 3-4-е места взяли реванш у тайцев (2:0).
В 2015 году на Играх Юго-Восточной Азии в Сингапуре сборная Мьянмы заняла 3-е место среди 4 команд. Она выиграла у Таиланда (3:1), сыграла вничью с Сингапуром (1:1) и уступила Малайзии (0:2), а в матче за 3-4-е места вновь победила тайцев (5:1).
В 2017 году на Играх Юго-Восточной Азии в Малайзии сборная Мьянмы впервые выиграла серебро, заняв 2-е место среди 5 команд. Мьянманские хоккеисты победили Таиланд (4:2) и Индонезию (2:0), сыграли вничью с Сингапуром (2:2) и проиграли Малайзии (0:6). В финале сборная Мьянмы ещё крупнее проиграла малайзийцам (0:14).
В 2019 году на Играх Юго-Восточной Азии на Филиппинах вместо классического хоккея на траве был представлен индорхоккей. На предварительном этапе сборная Мьянмы проиграла Таиланду (1:4), Малайзии (0:6), Сингапуру (2:3) и победила Филиппины (3:1). В полуфинале мьянманцы проиграли малайзийцам (0:7) и, поскольку матч за 3-4-е места не проводился, вместе с сингапурцами получили бронзовые медали.

## Результаты выступления

### Игры Юго-Восточной Азии
- 2013 —
- 2015 —
- 2017 —
- 2019 —